# Amberg
Amberg é uma cidade do estado da Baviera, Alemanha. Está localizada no Alto Palatinado (Oberpfalz).
Amberg é uma cidade independente (kreisfreie Stadt) ou distrito urbano (Stadtkreis), ou seja, possui estatuto de distrito (Kreis).
Seus principais bairros são: Eglsee, Ammersricht, Katharinenhöhe, Raigering e Gailoh.

## História
A cidade foi documentada pela primeira vez como Ammenberg em 1034. Já no século VIII há primeiros registros de ocupação, porém não documentados.
No século XII, Amberg era uma importante cidade para o comércio com minério de ferro, especialmente pelo fato do rio Vils possibilitar a navegação até o rio Naab, o qual acessa o rio Danúbio. Em 1269 tornou-se junto com Bamberg subordinada à dinastia Wittelsbach, que governava a Baviera. A partir de 1329 a cidade e a região inteira do Alto Palatinado não pertenceu mais ao Ducado da Baviera, porém ainda fazia parte geograficamente da Baviera.
Os governantes do Palatinado eram abertos ao Protestantismo e com isto no século XVI a cidade passou a ser luterana, mas a tentativa de introduzir o Calvinismo foi recusado pelo habitantes.
Em 1628, Amberg e o Alto Palatinado tornaram-se novamente parte da Baviera. Os habitantes receberam o privilégio de escolher se retornavam ao Catolicismo ou deixar a cidade para sempre. Muitas famílias abandonaram a cidade em direção a Ratisbona e Nuremberga.
Amberg foi a capital regional do Alto Palatinado até 1810, quando o poder foi transferido para Ratisbona.
Após a Segunda Guerra Mundial, a Baviera foi enquadrada no setor americano, e quartéis americano foram estabelecidos em Amberg. Esta base foi fechada em 1992 e tornou-se um abrigo comunitário.

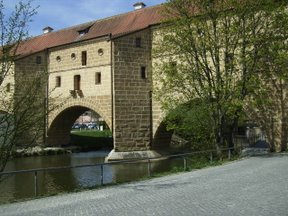
Stadtbrille (óculos da cidade)

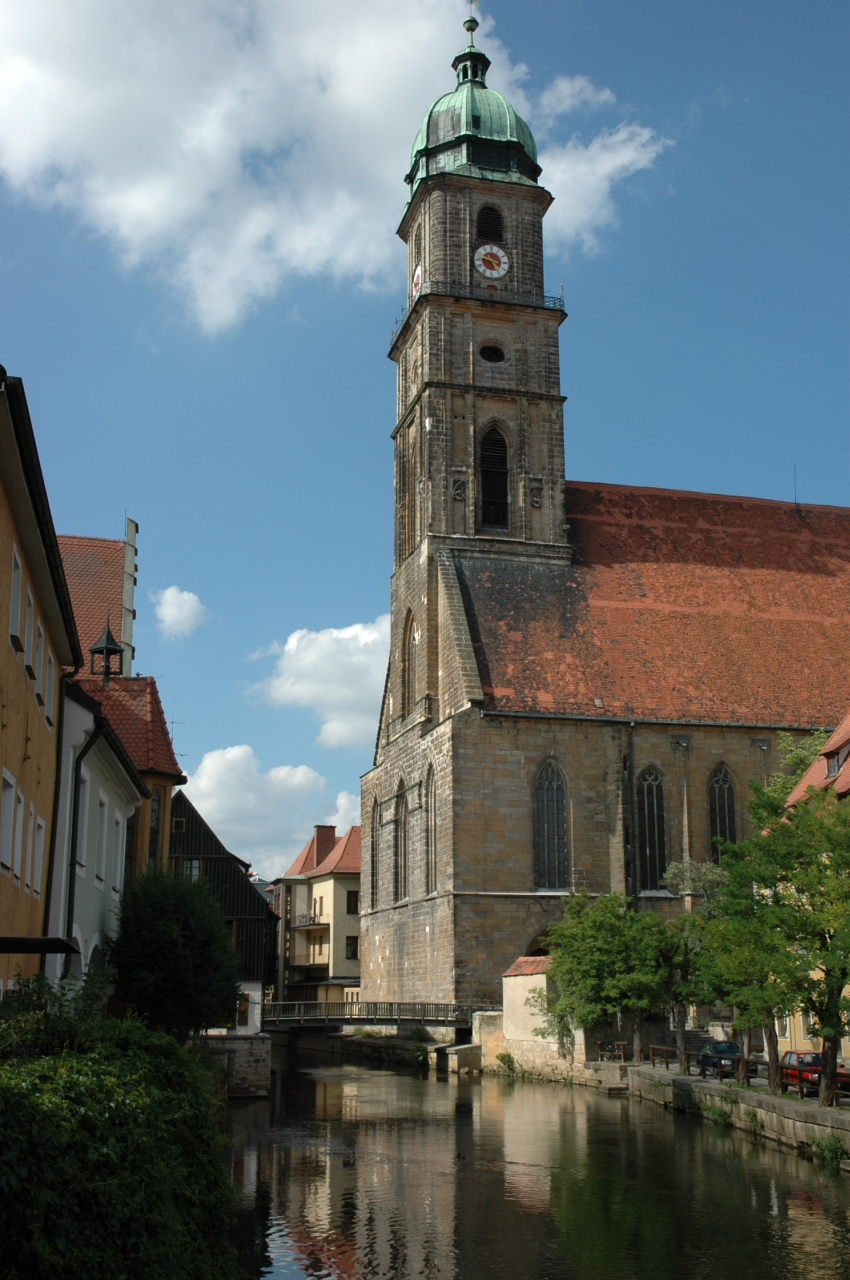
Basílica de São Martinho

## Turismo
Os principais pontos turísticos são a Praça do Mercado (Marktplatz), onde se localiza a prefeitura em estilo gótico e a catedral de São Martinho. Até hoje existe a muralha medieval em torno do centro antigo, perto da qual localiza-se a igreja de São Jorge, que possui uma decoração rica em estilo rococó.
O ponto mais alto da cidade, oferecendo uma ótima vista panorâmica, é a montanha Mariahilfberg, com sua igreja do mesmo nome.
O ponto mais marcante são os Stadtbrille ("óculos da cidade"), originalmente uma parte das fortificações da cidade, cujos arcos refletem na água lembrando um par de óculos.
Outras atrações turísticas são:
- A praça do mercado, que contém a Prefeitura Gótica (construída em 1358) e a igreja neogótica de São Martinho.
- O Palácio Novo, antiga residência dos condes, construído durante o século XV e reformado em 1603.
- Parte do muro medieval bem preservada.
- O mosteiro barroco franciscano na montanha de Mariahilfe. O nome do local foi dado durante a peste bubônica na guerra dos 30 anos em 1633-1634 quando os habitantes locais rezaram para a Virgem Maria a fim de eliminarem a peste.

Em Amberg existe também o menor hotel do mundo — Eh'häusl. Sua história começa em 1728 quando foi decretada uma lei de que nenhum casal poderia casar-se sem ter local para morar. Como muitos casais não tinham condições para comprar uma casa, um cidadão construiu uma casa, a qual podia ser adquirida "temporariamente" pelos casais. Até hoje o local é usado para noites de núpcias.

## Economia
A economia gira em torno da indústria existente, movida especialmente pela Siemens Industry Division, Industrial Automation, com as divisões AS (Automation Systems), CE (Controls and Distribution and Systems Engineering) e Grammer AG (Automotive System).

## Cidades-irmãs
- Bad Bergzabern
- Bystrzyca Kłodzka
- Desenzano del Garda
- Périgueux
- Trícala
- Ústí nad Orlicí